# The Tornados
The Tornados was een Britse muziekgroep die werd opgericht in 1961 door producer Joe Meek. The Tornados maakten louter instrumentale nummers. De band werd veel als achtergrondgroep gebruikt op Joe Meeks opnames.

## Originele bezetting
- Alan Caddy (1940-2000) - gitaar
- George Bellamy (1941) - gitaar (vader van Matthew Bellamy, frontman van Muse)
- Roger LaVern (1937-2013) - orgel
- Heinz Burt (1942-2000) - basgitaar
- Clem Cattini (1937) - drums

## Geschiedenis
Het was in deze bezetting dat de groep zijn enige aansprekende succes scoorde. Het nummer Telstar werd in 1962 een wereldwijde hit. Het nummer had een uniek geluid en dat kwam doordat delen van Telstar in de badkamer van Joe Meek zijn opgenomen. Aan het begin van het nummer wordt bijvoorbeeld het geluid van een raketlancering nagebootst, door een opname van een toilet dat wordt doorgespoeld achterstevoren af te spelen en veel echo en reverb toe te voegen. Wereldwijd gingen er 5 miljoen exemplaren van over de toonbank. The Tornados waren de tweede Britse groep die een nummer 1-hit scoorden in Amerika. Na Telstar zakte de belangstelling voor The Tornados in. Helemaal een eendagsvlieg zijn ze niet, want in 1963 bereikte Globetrotter nog een vijfde plaats in de Britse hitlijsten. Volgende platen haalden de top tien niet.
Sinds 1963 wordt het nummer nog steeds gedraaid voor aanvang van de thuiswedstrijden van voetbalclub  sc Telstar uit IJmuiden.
Basgitarist Heinz Burt scoorde, ook in 1963, onder de naam Heinz in Engeland een top-tienhit, Just Like Eddie (een hommage aan Eddie Cochran). Hij was de eerste die uit de groep stapte. De anderen volgden spoedig. In 1965 had de groep een compleet andere bezetting. De groep stopte op het eind van de jaren zestig.
In 1975 brachten Clem Cattini, Roger LaVern, Heinz Burt en George Bellamy onder de naam ‘The Original Tornados’ een nieuwe versie van Telstar uit. De plaat deed niets.
Tussen januari 1962 en augustus 1963 waren The Tornados ook de vaste begeleidingsband van de zanger Billy Fury, zowel op het podium als op platen (die overigens niet door Joe Meek werden geproduceerd). Later in de jaren zestig traden ze ook af en toe nog weleens met hem op. In de jaren zeventig trad Fury op met een band genaamd ‘Fury's Tornados’. Die band had niets met The Tornados te maken.
The Tornados moeten ook niet worden verward met de Amerikaanse surfband - en tijdgenoten - The Tornadoes (let op het verschil in schrijfwijze), aan wie regisseur Quentin Tarantino het surf-nummer Bustin' Surfboards ontleende in zijn film Pulp Fiction.

## NPO Radio 2 Top 2000
| Nummer met noteringen in de NPO Radio 2 Top 2000 | '99  | '00  | '01  | '02  | '03  | '04  | '05  |
| ------------------------------------------------ | ---- | ---- | ---- | ---- | ---- | ---- | ---- |
| Telstar                                          | 1553 | 1865 | 1431 | 1604 | 1607 | 1908 | 1994 |

1. ↑  Een vetgedrukt getal geeft de hoogste notering aan.
2. ↑  Deze tabel is bijgewerkt tot en met de laatste editie (2024).